# Futebol nos Jogos Pan-Americanos de 2023 - Feminino
O torneio feminino de futebol nos Jogos Pan-Americanos de 2023 foi disputado entre 22 de outubro e 3 de novembro, no Estádio Sausalito, em Viña del Mar, e no Estádio Elías Figueroa Brander, em Valparaíso. Oito equipes participaram do evento.
Pela primeira vez o título foi conquistado pelo México, após superar as donas da casa na final por 1–0. A Seleção Chilena precisou utilizar uma jogadora de linha como goleira durante toda a partida, a atacante María José Urrutia de 1,67 metros, já que as suas duas goleiras convocadas estavam indisponíveis para o jogo.
Atual medalhista de ouro, a Colômbia não participou dessa edição por ter conquistado a vaga nos Jogos Olímpicos de 2024 e na Copa do Mundo de Futebol Feminino, junto com o Brasil, que pelo segundo ano consecutivo ficou de fora do torneio.

## Qualificação
Um total de oito equipes se classificaram, sendo quatro delas da CONMEBOL (entre eles o Chile por ser o país anfitrião) e quatro da CONCACAF.
| Evento                                         | Evento                                         | Datas         | Local    | Vagas | Classificados                           |
| ---------------------------------------------- | ---------------------------------------------- | ------------- | -------- | ----- | --------------------------------------- |
| País-sede                                      | País-sede                                      | —             | —        | 1     | Chile                                   |
| Campeonato Feminino da CONCACAF de 2022        | Campeão                                        | 4−18 de julho | México   | 1     | Estados Unidos                          |
| Campeonato Feminino da CONCACAF de 2022        | Melhor equipe do Caribe                        | 4−18 de julho | México   | 1     | Jamaica                                 |
| Campeonato Feminino da CONCACAF de 2022        | Melhor equipe da América Central               | 4−18 de julho | México   | 1     | Costa Rica                              |
| Campeonato Feminino da CONCACAF de 2022        | Melhor equipe da América do Norte              | 4−18 de julho | México   | 1     | Canadá México[a]                        |
| Copa América Feminina de 2022 (3º ao 5º lugar) | Copa América Feminina de 2022 (3º ao 5º lugar) | 8–30 de julho | Colômbia | 3     | Argentina Paraguai Venezuela Bolívia[b] |
| Total                                          |                                                |               |          | 8     |                                         |

a  O México substituiu o Canadá, que acabou desistindo da competição.
b  O Chile terminou em quinto, mas como já estava classificado como país-sede, a vaga foi repassada à Venezuela (6ª colocada). No entanto, a Venezuela desistiu da competição e foi substituída pela Bolívia.

## Sorteio
O sorteio dos grupos foi realizado em 18 de agosto de 2023, nos estúdios da rede de televisão chilena Chilevisión. As oito equipes foram divididas em dois grupos de quatro, sendo que cada grupo foi formado por duas equipes da CONCACAF e duas equipes da CONMEBOL. O Chile (anfitrião) foi colocado na primeira posição do grupo A, enquanto as sete equipes restantes foram colocadas em dois potes de acordo com a confederação.
| Pote 1                                    | Pote 2                            |
| ----------------------------------------- | --------------------------------- |
| Chile Argentina Costa Rica Estados Unidos | Paraguai Venezuela México Jamaica |

As equipes da CONCACAF foram sorteadas primeiro e atribuídas às duas primeiras posições nos grupos. Depois, as equipes da CONMEBOL foram sorteadas e as duas primeiras equipes completaram as posições restantes do grupo A, enquanto que as duas últimas integraram o grupo B. O sorteio resultou nos seguintes grupos:
| Pos. | Equipe   |
| ---- | -------- |
| A1   | Chile    |
| A2   | Paraguai |
| A3   | México   |
| A4   | Jamaica  |

| Pos. | Equipe         |
| ---- | -------------- |
| B1   | Estados Unidos |
| B2   | Bolívia        |
| B3   | Costa Rica     |
| B4   | Argentina      |

## Medalhistas
|  | MEX México |  | CHI Chile |  | USA Estados Unidos |
|  | Esthefanny Barreras Diana Ordóñez Karina Rodríguez Rebeca Bernal Anika Rodríguez Nicolette Hernández María Sánchez Alexia Delgado Kiana Palacios Charlyn Corral Jacqueline Ovalle Alejandría Godínez Araceli Torres Greta Espinoza Kimberly Rodríguez Karla Nieto Alicia Cervantes Scarlett Camberos |  | Christiane Endler Michelle Olivares Su Helen Galaz Karen Fuentes Fernanda Ramírez Yastin Jiménez Yenny Acuña Karen Araya María José Urrutia Yanara Aedo Yessenia López Antonia Canales Anaís Alvarez Franchesca Caniguán Daniela Zamora Isidora Olave Fernanda Pinilla Camila Sáez |  | Sonoma Kasica Gisele Thompson Aven Alvarez Elisabeth Boamah Nicola Fraser Grace Restovich Ava McDonald Charlotte Kohler Amalia Villarreal Lauren Martinho Katie Shea Collins Kealey Titmuss Samantha Smith Claire Hutton Kendall Bodak Emeri Adames Eleanor Klinger Jordyn Bugg |

## Fase de grupos
| Critérios de desempate |
| --- |
| A classificação das equipas na fase de grupos é determinada da seguinte forma: 1. Pontos obtidos em todos os jogos do grupo (três pontos por vitória, um por empate, nenhum por derrota); 2. Diferença de gols em todos os jogos do grupo; 3. Número de gols marcados em todas as partidas da fase de grupos; 4. Pontos obtidos nas partidas disputadas entre as equipes em questão; 5. Diferença de gols nas partidas disputadas entre as equipes em questão; 6. Número de gols marcados nas partidas disputadas entre as equipes em questão; 7. Pontos de fair play em todas as partidas do grupo (apenas uma dedução pode ser aplicada a um jogador em uma única partida): - Cartão amarelo: −1 ponto; - Cartão vermelho indireto (segundo cartão amarelo): −3 pontos; - Cartão vermelho direto: −4 pontos; - Cartão amarelo e cartão vermelho direto: −5 pontos; 8. Sorteio. |

|  | Equipes classificadas à fase final                |
|  | Equipes classificadas à disputa pelo quinto lugar |
|  | Equipes classificadas à disputa pelo sétimo lugar |

Todas as partidas seguem o fuso horário local (UTC-3)

### Grupo A
| Pos. | Seleção  | Pts | J | V | E | D | GP | GC | SG  |
| ---- | -------- | --- | - | - | - | - | -- | -- | --- |
| 1    | México   | 9   | 3 | 3 | 0 | 0 | 14 | 2  | +12 |
| 2    | Chile    | 6   | 3 | 2 | 0 | 1 | 8  | 3  | +5  |
| 3    | Paraguai | 3   | 3 | 1 | 0 | 2 | 11 | 5  | +6  |
| 4    | Jamaica  | 0   | 3 | 0 | 0 | 3 | 0  | 23 | –23 |

| 22 de outubro | México                                                                                       | 7 – 0     | Jamaica | Estádio Elías Figueroa Brander, Valparaíso |
| 15:00         | Sánchez 12', 75' · Nieto 35' · Palacios 42' · Ordóñez 58' · Cervantes 68' · Corral 85' (pen) | Relatório |         | Árbitro: COL Paula Fernández               |

| 22 de outubro | Chile      | 1 – 0     | Paraguai | Estádio Elías Figueroa Brander, Valparaíso |
| 18:00         | Zamora 24' | Relatório |          | Árbitro: BRA Andreza de Siqueira           |

| 25 de outubro | Paraguai | 10 – 0    | Jamaica | Estádio Sausalito, Viña del Mar |
| 15:00         | Alonzo 6' · J. Martínez 18', 46', 53' · Fernández 22' · Sandoval 24', 90' · Bogarín 52' · R. Martínez 81' · Bareiro 89' | Relatório |         | Árbitro: ECU Gissele Giler      |

| 25 de outubro | Chile       | 1 – 3     | México                                 | Estádio Sausalito, Viña del Mar |
| 20:00         | Pinilla 37' | Relatório | Bernal 56' · Sánchez 74' · Ordóñez 88' | Árbitro: PER Milagros Arruela   |

| 28 de outubro | México                                                | 4 – 1     | Paraguai        | Estádio Sausalito, Viña del Mar |
| 13:00         | Camberos 37' · Ordóñez 41' · Sánchez 67' · Ovalle 70' | Relatório | R. Fernández 9' | Árbitro: PER Priscila Vásquez   |

| 28 de outubro | Chile                                                                          | 6 – 0     | Jamaica | Estádio Elías Figueroa Brander, Valparaíso |
| 18:00         | Jiménez 44' · López 45+5' · Caniguán 55' · Olave 68' · Urrutia 78' · Araya 82' | Relatório |         | Árbitro: COL Paula Fernández               |

### Grupo B
| Pos. | Seleção        | Pts | J | V | E | D | GP | GC | SG  |
| ---- | -------------- | --- | - | - | - | - | -- | -- | --- |
| 1    | Estados Unidos | 9   | 3 | 3 | 0 | 0 | 13 | 1  | +12 |
| 2    | Argentina      | 4   | 3 | 1 | 2 | 0 | 3  | 4  | –1  |
| 3    | Costa Rica     | 2   | 3 | 0 | 2 | 1 | 1  | 3  | –2  |
| 4    | Bolívia        | 1   | 3 | 0 | 1 | 2 | 0  | 9  | –9  |

| 22 de outubro | Estados Unidos                                          | 6 – 0     | Bolívia | Estádio Sausalito, Viña del Mar |
| 13:00         | McDonald 4', 22', 68' · Villareal 19', 58' · Adames 33' | Relatório |         | Árbitro: VEN Stefani Escobar    |

| 22 de outubro | Costa Rica | 0 – 0     | Argentina | Estádio Sausalito, Viña del Mar |
| 20:00         |            | Relatório |           | Árbitro: PER Priscila Vásquez   |

| 25 de outubro | Estados Unidos                        | 3 – 1     | Costa Rica  | Estádio Elías Figueroa Brander, Valparaíso |
| 13:00         | Collins 10' · Hutton 72' · Adames 76' | Relatório | Fonseca 34' | Árbitro: ECU Maria Belén Lupera            |

| 25 de outubro | Bolívia | 0 – 3     | Argentina                                    | Estádio Elías Figueroa Brander, Valparaíso |
| 18:00         |         | Relatório | Cometti 11' · Stábile 48' (pen) · Cruz 90+5' | Árbitro: PAR Gabriela Arce                 |

| 28 de outubro | Estados Unidos                                         | 4 – 0     | Argentina | Estádio Elías Figueroa Brander, Valparaíso |
| 13:00         | Bodak 15' · Kohler 20' · Villareal 50' · Restovich 54' | Relatório |           | Árbitro: BRA Andreza de Siqueira           |

| 28 de outubro | Costa Rica | 0 – 0     | Bolívia | Estádio Sausalito, Viña del Mar |
| 18:00         |            | Relatório |         | Árbitro: VEN Stefani Escobar    |

## Jogos de classificação

### Disputa pelo sétimo lugar
| 31 de outubro | Jamaica     | 1 – 2     | Bolívia                    | Estádio Elías Figueroa Brander, Valparaíso |
| 12:00         | Bonnick 48' | Relatório | Alurralde 24' · Méndez 67' | Árbitro: PAR Gabriela Arce                 |

### Disputa pelo quinto lugar
| 31 de outubro | Paraguai                                | 3 – 1     | Costa Rica     | Estádio Sausalito, Viña del Mar |
| 14:00         | R. Fernández 24', 31' · J. Martínez 26' | Relatório | Valenciano 20' | Árbitro: ECU Maria Belén Lupera |

## Fase final
|  | Semifinais                   | Semifinais |                            |   | Final | Final |
|  |                              |            |                            |   |       |       |
|  | 31 de outubro – Valparaíso   |            |                            |   |       |       |
|  |                              |            |                            |   |       |       |
|  | México                       | 2          |                            |   |       |       |
|  | México                       | 2          | 3 de novembro – Valparaíso |   |       |       |
|  | Argentina                    | 0          |                            |   |       |       |
|  | Argentina                    | 0          | México                     | 1 |       |       |
|  | 31 de outubro – Viña del Mar |            | México                     | 1 |       |       |
|  |                              | Chile      | 0                          |   |       |       |
|  | Chile                        | Chile      | 0                          | 2 |       |       |
|  | Chile                        |            |                            | 2 |       |       |
|  | Estados Unidos               | 1          |                            |   |       |       |
|  | Estados Unidos               | 1          | Disputa pelo bronze        |   |       |       |
|  |                              |            |                            |   |       |       |
|  | 3 de novembro – Valparaíso   |            |                            |   |       |       |
|  |                              |            |                            |   |       |       |
|  | Argentina                    | 0          |                            |   |       |       |
|  | Argentina                    | 0          |                            |   |       |       |
|  | Estados Unidos               | 2          |                            |   |       |       |

### Semifinais
| 31 de outubro | México          | 2 – 0     | Argentina | Estádio Elías Figueroa Brander, Valparaíso |
| 17:00         | Ovalle 32', 89' | Relatório |           | Árbitro: COL Paula Fernández               |

| 31 de outubro | Chile                       | 2 – 1     | Estados Unidos | Estádio Sausalito, Viña del Mar      |
| 20:00         | Araya 37' · Aedo 45' (pen.) | Relatório | Adames 52'     | Árbitro: BRA Andreza Helena Siqueira |

### Disputa pelo bronze
| 3 de novembro | Argentina | 0 – 2     | Estados Unidos             | Estádio Elías Figueroa Brander, Valparaíso |
| 13:00         |           | Relatório | Villareal 30' · Hutton 37' | Árbitro: VEN Stefani Escobar               |

### Final
| 3 de novembro | México     | 1 – 0     | Chile | Estádio Elías Figueroa Brander, Valparaíso |
| 20:00         | Bernal 29' | Relatório |       | Árbitro: PER Milagros Arruela              |

## Classificação final
| Pos.              | Equipe             | Campanha | Campanha | Campanha | Campanha | Campanha | Campanha |
| Pos.              | Equipe             | V        | E        | D        | GP       | GC       | SG       |
| ----------------- | ------------------ | -------- | -------- | -------- | -------- | -------- | -------- |
| Medalha de ouro   | México (1º título) | 5        | 0        | 0        | 17       | 2        | +15      |
| Medalha de prata  | Chile              | 4        | 0        | 1        | 16       | 3        | +13      |
| Medalha de bronze | Estados Unidos     | 4        | 0        | 1        | 16       | 2        | +14      |
| 4                 | Argentina          | 1        | 0        | 4        | 3        | 8        | –5       |
| 5                 | Paraguai           | 2        | 0        | 2        | 14       | 6        | +8       |
| 6                 | Costa Rica         | 0        | 2        | 2        | 2        | 6        | –4       |
| 7                 | Bolívia            | 1        | 1        | 2        | 2        | 10       | –9       |
| 8                 | Jamaica            | 0        | 0        | 4        | 1        | 25       | –24      |

## Artilharia
4 gols (4)
- MEX María Sánchez
- PAR Rebeca Fernandez
- PAR Jéssica Martínez
- USA Amalia Villarreal

3 gols (4)
- MEX Diana Ordóñez
- MEX Lizbeth Ovalle
- USA Ava McDonald
- USA Emeri Adames

2 gols (4)
- CHI Karen Araya
- MEX Rebeca Bernal
- PAR Fabiola Sandoval
- USA Claire Hutton

1 gols (30)
- ARG Aldana Cometti
- ARG Eliana Stábile
- ARG Julieta Cruz
- BOL Carla Méndez
- BOL Samantha Alurralde
- CHI Daniela Zamora
- CHI Fernanda Pinilla
- CHI Franchesca Caniguán
- CHI Isidora Olave
- CHI María José Urrutia
- CHI Yanara Aedo
- CHI Yastin Jiménez
- CHI Yessenia López
- CRC Emilie Valenciano
- CRC Tanisha Fonseca
- JAM Sheyenne Bonnick
- MEX Alicia Cervantes
- MEX Charlyn Corral
- MEX Karla Nieto
- MEX Kiana Palacios
- MEX Scarlett Camberos
- PAR Dahiana Bogarín
- PAR Daysy Bareiro
- PAR Jessica Martínez
- PAR Lorena Alonzo
- PAR Ramona Martínez
- USA Charlotte Kohler
- USA Grace Restovich
- USA Katie Shea Collins
- USA Kendall Bodak